# NGC 1659
NGC 1659 (другие обозначения — NGC 1677, MCG -1-13-6, IRAS04440-0452, PGC 15977) — галактика в созвездии Эридан.
Этот объект занесён в новый общий каталог несколько раз, с обозначениями NGC 1659, NGC 1677.
Этот объект входит в число перечисленных в оригинальной редакции «Нового общего каталога».
Галактика NGC 1659 входит в состав группы галактик NGC 1667. Помимо NGC 1659 в группу также входят NGC 1645, NGC 1667, IC 387, IC 2097, IC 2101, MCG -1-13-12, PGC 15779 и PGC 16061.